# 太极洞
太极洞是石灰岩地下溶洞群，位于中华人民共和国安徽省宣城市广德市东北石龙山腹部，地处苏浙皖交界处，距离广德县城38公里，为国家重点风景名胜区，是太极洞国家地质公园的核心景区，也是华东地区最大的天然溶洞。其长5400米，溶洞总面积14.1平方千米，由上洞、下洞、旱洞、水洞和天洞组成。

## 名称
太极洞古称长乐洞、长乐涧、长乐仙洞，亦称大洞，也被雅稱太极真境、太极重光、太极总仙洞天。太极洞这一名称的由来尚不清楚，一说因“洞面有纹，类太极图”而得名，一说因洞口的钟乳石酷似太上老君而得名，亦有人推测来源于世代百姓的口口相传。这一名称最早出现在成书于1461年的《明一统志》中，此时太极洞为该洞的俗名，而非正式名称。1578年，广德州知州吴同春在洞口题太极洞三字，太极洞一名因而成为正式名称。
有部分观点认为广德埋藏也是指太极洞，称冯梦龙在其《警世通言》中，将广德埋藏与雷州换鼓、登州海市、钱塘江潮并称为“天下四绝”，并认为此处的“广德埋藏”与“天下四异”中的“广德祠山之埋藏”并不是同一个概念。同时，严敦易校注《警世通言》时有批注：“广德埋藏——安徽广德地方，有长乐洞，又称大洞，洞深广莫知所穷，这大概是旧时有关这个洞的一些神话传说，具体的情况叙说，今已不传。”但1996年版《广德县志》在撰写时，经过争论和探究后，没有采信“太极洞就是广德埋藏”的观点。《广德县志（1978—2005）》的主编陈骅在经过研究之后认为，太极洞就是广德埋藏说法有诸多疑点，称广德埋藏就是广德祠山庙的封建迷信活动，并于2007年6月30日在宣城市政协《宣城文史》第二期刊发了《广德埋藏不是太极洞》一文。
太极洞被譽為“东南第一洞”，亦有“桂林山水，广德石洞”之稱。

## 地质

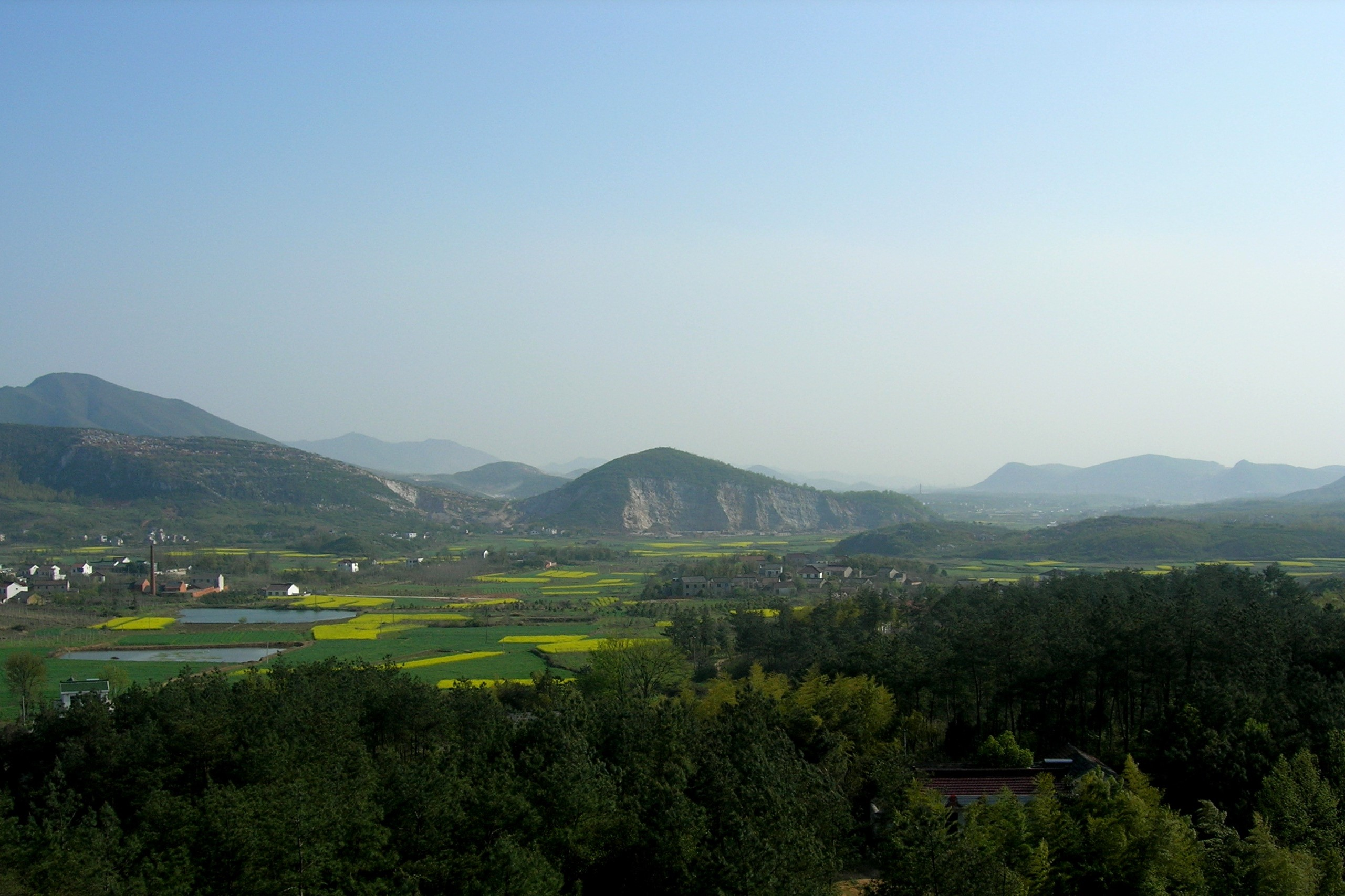
太极洞缆车上的景色

太极洞国家地质公园位于扬子板块东南部的皖南褶皱带，周边出露地层有志留系、泥盆系、石炭系、二叠系、三叠系、侏罗系、白垩系、第四系，缺失古近系和新近系。
太极洞的主体多发育于上石炭统厚层灰岩中。太极洞的岩层形成约在2亿年前的三叠纪，经长期岩溶作用，约在50多万年前形成溶蚀地貌，并仍处在不断发育和伸长扩大之中。太极洞的地质构造由一系列北东向的褶皱和断裂组成，因此，碳酸盐岩地层能够经受强烈的构造应力破坏，具有极高的次生渗透性，为岩溶发育提供了良好的发育条件。
该地区石炭系、二叠系至三叠系下统灰岩，总厚度为1742米。碳酸盐岩不仅连片分布、连续沉积，而且质纯厚层、产状平缓、岩质坚硬。这一连片分布的岩溶区均为外围大面积连片分布、总厚度达4644米的志留系碎屑岩所包围。
地下水在太极洞地形塑造方面起到了重要作用。太极洞地下水类型依据含水介质性质可分为：碳酸盐岩裂隙溶洞水、岩溶裂隙水、松散岩类孔隙水。古地下河冲积物为砾石和砂砾石，堆积度最高可达6米。

## 结构

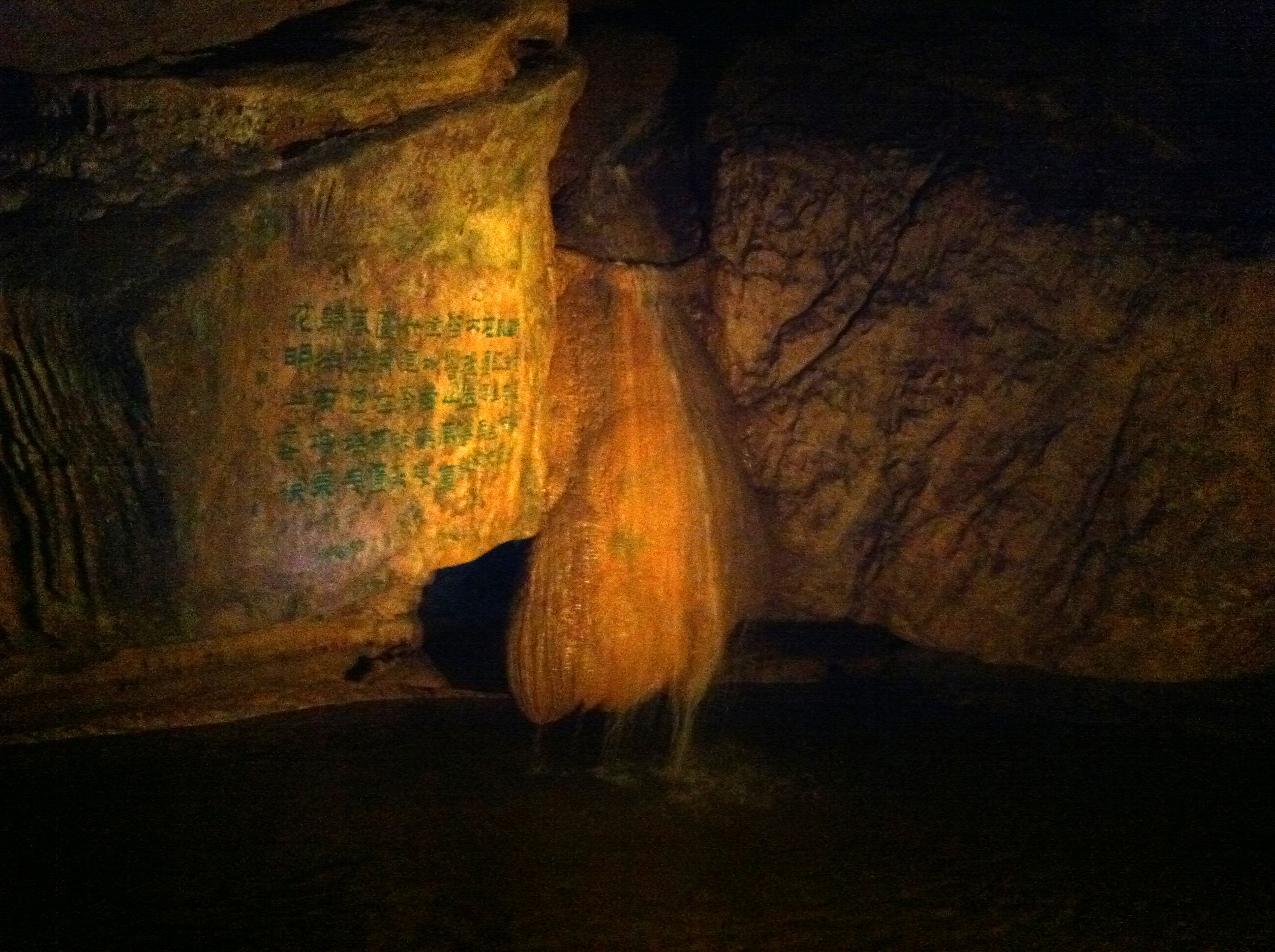
太极洞中水洞的景象

目前已开发的洞穴可分为五部分，分别为上洞、下洞、旱洞、水洞、天洞。太极洞已开放的洞深为5400米，是华东地区最大的天然溶洞。太极洞为层状洞穴网，地下河层层发育，共由六层洞穴构成。
太极洞所處地區岩溶洞穴大量发育。受局部放射状断层及地表水冲蚀影响，位于长青岕中石龙山一侧的灰岩中有大小落水洞共5处。石龙山南侧分布有位于洗砚池源头的太极洞口以及位于冯家冲水库源头的无名洞口。太极洞洞口底板标高114米，无名洞口底板标高130米。太极洞位于石龙山中，洞口朝南，面积约14000平方米。洞穴分东洞、西洞两支，也称旱洞、水洞，兩洞交汇于两仪宫，平面走向如右斜的V字。
西洞总体走向北北东，共分3层水平溶洞。上层为洞底标高151米的壶天宫；中层从南到北分別為八景宫、云境宫、埋藏峪，洞底标高116—120米，由数个北东向和北西向的地下廊道和洞厅连接而成；下层为洞底标高114米的地下河。3层之间有竖孔连接，其中壶天宫葛氏斑鹿出土处的竖孔直通八景宫的不老泉。
东洞总体走向北东东，由数个近东西向和北东向的廊道和洞厅连接而成。共分5层水平溶洞，从南西西向北东东階梯式上升，最底层为洞底标高114米的地下河，第二层為洞底标高120米的玉皇宫，第三层为洞底标高127至131米的海天宫和黄山宫，第四层为洞底标高137米的万象宫；第五层为洞底标高213米的长青岕水平溶洞。

## 历史

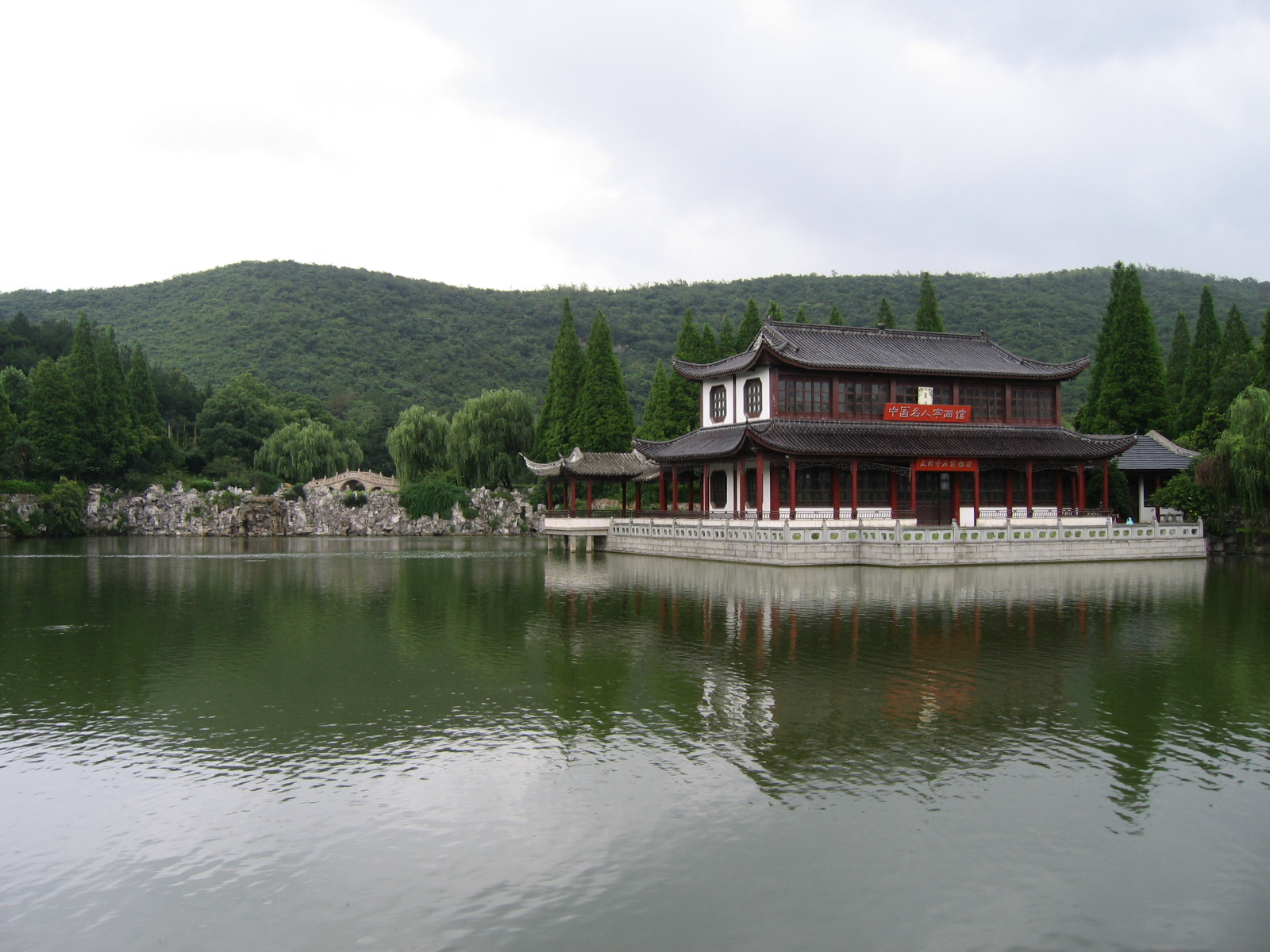
太极洞外的中国名人字画馆

有记载东吴大将吕蒙任广德令时曾多次到太极洞探幽。太极洞在两汉时期已成为當地名勝，范仲淹到广德的第二年即邀约广德友朋数人游览太极洞。宋明时太極洞声名益著，并留下了大量碑刻诗文传世。明朝时被誉称“大洞幽深”。清末以后太極洞一度长期湮没。1985年5月4日，太極洞開發工程動工，開通了5400米的洞內游程，疏通了水洞，開發了21座洞廳、200多個景點，修復了洞內外48處摩崖石刻，並於1986年7月1日正式開放。
1987年，太极洞被列为安徽省省级风景名胜区。1988年4月23日，中顾委常委黄镇在张恺帆等陪同下来太极洞视察，题书“世界奇观”。1994年12月27日，林业部部长徐有芳前往太极洞考察。2001年1月，太极洞被国家旅游局评为国家首批4A级风景区。2004年4月，太极洞经由国务院批准列入第五批国家级风景名胜区。2015年5月25日，太极洞入选首批“全国旅游价格信得过景区”。2017年12月，太极洞获国家地质公园资格。

## 景观

太极洞中的石笋

太极洞地质公园是由石芽、溶洞、干谷、洼地、天坑、漏斗、塌陷漏斗、地下河、岩溶湖、古生物化石、基础地质遗迹景观为主体而构成的。位置三面环山，近乎圈闭。洞内景观有700余处，现已开放19个大厅，160多个景区，游览路线总长约5000米。洞内的平均温度为18摄氏度，配有索道、滑道、缆车。
太极洞洞中多钟乳石。较具特色的景色是“十大景观”：太上老君、滴水穿石、槐荫古树、仙舟覆挂、双塔凌霄、金龙盘柱、洞中黄山、万象揽胜、太极壁画、壶天极目，被黄镇誉为“世界奇观”。它们大都以“物象”命名，有的是以“单象”命名，而有的则是以“群象”命名；只有“滴水穿石”是以“成因”命名，其名揭示了兔形石上小孔的成因。引用这一奇观的《滴水穿石的启示》被收入苏教国标版语文五年级上册教科书。 
太极洞水洞水面开阔，地下河长达2000余米，有750余米可行舟。水洞中出名景观有“擎天玉柱”“蝙蝠神蚕”“悬关隘口”等，它们均以“物象”命名，皆睹名可知其形。1986年5月，在水洞中新发现三座洞厅，命名为海天宫、万象宫、神醉宫。其中神醉宫被誉为“地下黄山”。
太极洞现存有古碑刻7块、古游记十余篇，包括范仲淹所写的“蛩然岩”三字碑，吴同春题刻的“太极洞”“二仪攸分”“同云别境”“回步峡”，以及明代广德知州朱麟所作的游大洞记。太极洞内有石梯200多级可达山顶。太极洞外也有众多古迹。山门前有面积2公顷的“砚湖”，相传为范仲淹涤砚处。此外，还有相傳东汉刘秀避难的“卧龙桥”，三国吕蒙发令的“将军台”，南宋岳飞明志的“剑峡石”等。

## 開發

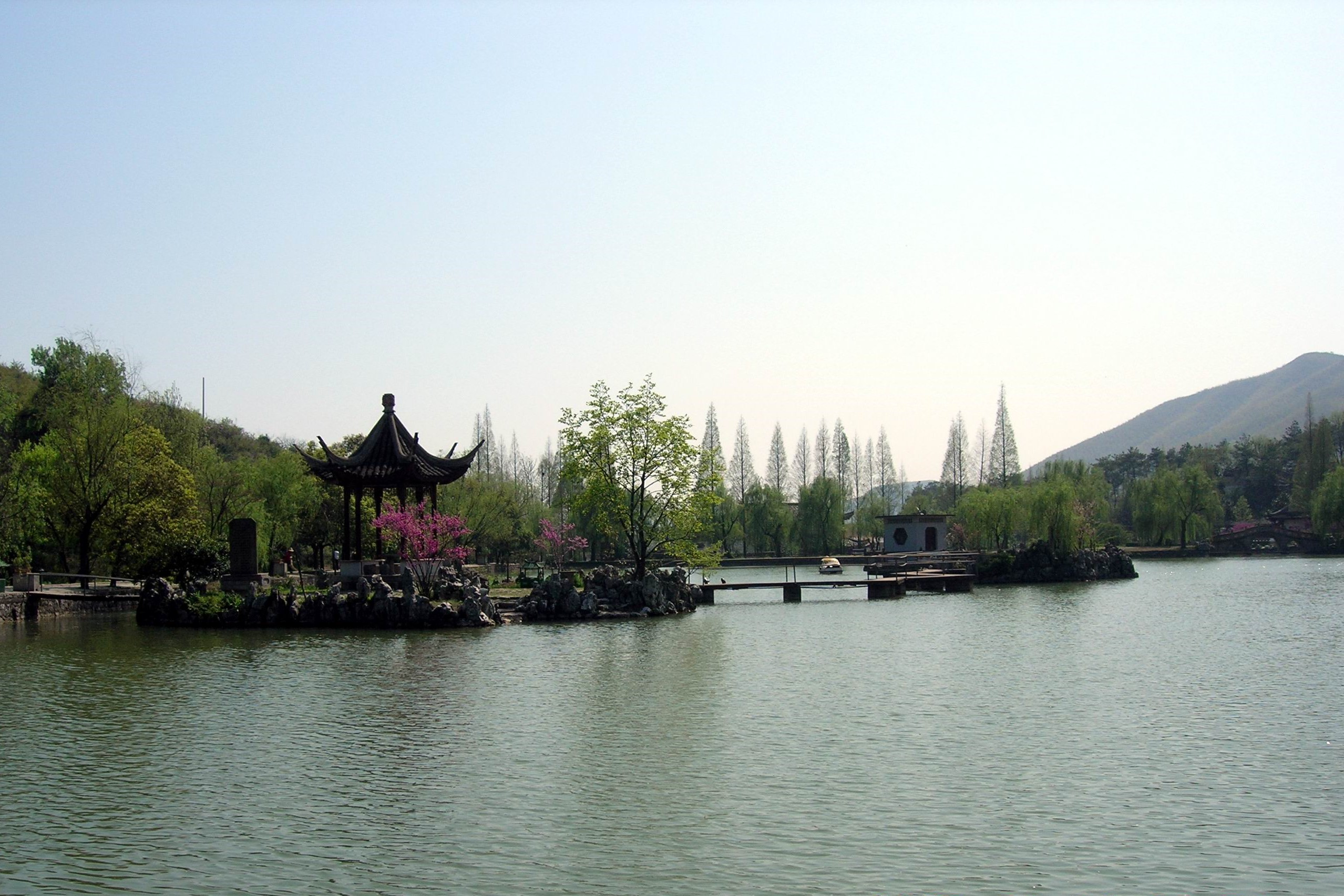
太极洞外的广场水榭

1986年，廣德縣政府成立了“廣德縣太極洞風景區管理處”，負責太極洞景區的經營、管理、保護、規劃建設。2004年12月，縣政府一度將太極洞經營權拍租給安徽古井集團。2007年，太极洞管委会成立。2012年5月縣政府收回太極洞經營權，並於2014年9月決定讓太極洞黨工委、管委會代管太極洞所處的桃園村。
由于太极洞地处三省交界处，并且邻近的浙江省与江苏省的环保政策均较严，一些污染企业选择在太极洞附近建造。同时，排污企业排放污水，导致水质严重污染，化学需氧量超标约120倍。太极洞附近的采矿厂、石灰窑炸山采石也致使洞内钟乳石受损。而因为缺乏跨区协调和相关约束机制，并且这些企业为所在地带来可观的经济效益，因此有关部门并没有采取有效措施，导致治污收效甚微，而后经过三省的联合整治，于2009年实现了废水向景区零排放。
太极洞国家地质公园由两个园区组成，总面积20.42平方公里，其中太极洞园区面积13.08平方公里，桃姑迷宫园区面积为7.34平方公里。1986年开放后到2022年，游览人次达到1780万。2011年至2016年間，太极洞游客量增长率達10%，实现游览人数300万人，年均门票收入超2200万元。投资400万元的太极洞地质公园博物馆布展面积400余平方米，拥有各类标本近300件，其中展出标本100余件，在非周末游客较少时不对外开放。但太极洞景区存在设施老旧，景区指示牌标识不够明显，游客乘船参观的河里有垃圾等問題。

### 书籍
- 政协广德县委员会. 任济; 洪红 , 编. . 安徽省合肥市: 安徽人民出版社. 2012-12. ISBN 978-7-212-06014-5 （中文（中国大陆））.
- 安徽省文化和旅游厅. . 安徽省合肥市: 黄山书社. 2019-05. ISBN 978-7-5461-8043-4 （中文（中国大陆））.
- 广德县地方志编纂委员会. 孙耀东 , 编. . 北京市: 方志出版社. 1996-11. ISBN 7-80122-119-2 （中文（中国大陆））.
- 广德县地方志编纂委员会. 陈骅; 胡修明; 张友耕; 高世民 , 编. . 安徽省合肥市: 黄山书社. 2013-06. ISBN 978-7-5461-3601-1 （中文（中国大陆））.
- 吴跃东; 吴斐. . 上海市: 上海科学普及出版社. 2015-09. ISBN 978-7-5427-6308-2 （中文（中国大陆））.
- 郑彦峰. . 北京市: 旅游教育出版社. 2007-07. ISBN 7-5637-0983-5 （中文（中国大陆））.
- 袁一锋. . 上海市: 上海科学技术出版社. 1996-10. ISBN 7-5323-3797-9 （中文（中国大陆））.
- 张庆; 朱家珑; 江苏中小学教材编写服务中心. . 江苏省南京市: 江苏教育出版社. 2006-06. ISBN 9787534366963 （中文（中国大陆））.
- 秋石. . 河北省石家庄市: 河北美术出版社. 2017-04. ISBN 978-7-5310-8471-6 （中文（中国大陆））.
- 中国旅游年鉴编辑委员会. . 北京市: 中国旅游出版社. 1991-08. ISBN 7-5032-0452-4 （中文（中国大陆））.
- 崔乃夫. . 北京市: 商务印书馆. 2002-08. ISBN 7-100-03254-7 （中文（中国大陆））.
- 单树模. . 山东省济南市: 山东教育出版社. 1992-12. ISBN 7-5328-1368-1 （中文（中国大陆））.
- 本书编委会. . 江苏省南京市: 南京大学出版社. 1994 （中文（中国大陆））.
- (明) 冯梦龙 编; 严敦易 校注. . 北京市: 人民文学出版社. 2020-01. ISBN 978-7-02-013867-8 （中文（中国大陆））.

### 引用
1. ↑   (doc). 中华人民共和国自然资源部. 地质环境司（地质灾害应急管理办公室）. 2017-12-18  [2022-08-11]. （原始内容存档于2022-08-11） （中文（中国大陆））.
2. 1 2 3 4 5  江淮行 皖山（2019年），第193页
3. 1 2 3 4  广德风物（2012年），第53页
4. 1 2  广德县志（1996年），第514页
5. 1 2  广德风物（2012年），第17页
6. ↑  广德风物（2012年），第58页
7. 1 2 3  朱华晟. . 《中国大百科全书》第三版网络版. 中国大百科全书出版社.   [2022-12-29]. （原始内容存档于2023-07-17） （中文（中国大陆））. 太极洞古称长乐洞、广德埋藏、太极真境、太极总仙洞天。[……]明代文学家冯梦龙在其名著《警世通言》中，将太极洞与雷州换鼓、登州海市、钱塘江潮并称为天下四绝。
8. ↑  广德风物（2012年），第18页
9. ↑  广德风物（2012年），第17-18页
10. 1 2  广德风物（2012年），第54页
11. ↑  冯梦龙.  . 维基文库. 1624 （中文）. 从来说道天下有四绝，却是雷州换鼓、广德埋藏、登州海市、钱塘江潮。
12. ↑  警世通言（2020年），第4页
13. ↑  陈骅. . 宣城市党委史地方志室. 2020-04-28. （原始内容存档于2022-10-17） （中文（中国大陆））.
14. 1 2 3 4  广德县志（1996年），第515页
15. 1 2 3 4 5 6  张春雷; 吴斐; 李泽义; 葛涛; 胡晨. . 安徽地质 (安徽省合肥市: 安徽省地质学会). 2020, 30 (2): 129-133. CN 34-1111/P. ISSN 1005-6157. CNKI AHDZ202002014 （中文（中国大陆））.
16. 1 2 3 4  太极洞科学导游指南（2015年），第13页
17. ↑  太极洞科学导游指南（2015年），第54页
18. 1 2 3  太极洞科学导游指南（2015年），第53页
19. 1 2  中国旅游年鉴（1991年），第621页
20. ↑  江淮行 皖山（2019年），第195页
21. ↑  太极洞科学导游指南（2015年），第42页
22. ↑  江淮行 皖山（2019年），第193-194页
23. 1 2 3 4  . 广德新闻网. 2016-11-15  [2022-08-08]. （原始内容存档于2022-08-09） （中文（中国大陆））.
24. ↑  安徽百科全书（1994年），第799页
25. ↑  广德县志（2013年），第15页
26. ↑  广德县志（2013年），第27页
27. 1 2 3  广德县志（2013年），第444页
28. ↑  彭静. . 广德新闻网. 2015-05-27  [2022-08-27]. （原始内容存档于2022-08-27） （中文（中国大陆））.
29. ↑   (zip). 中国政府网. 2015-05-25  [2022-08-27]. （原始内容存档于2022-08-27） （中文（中国大陆））.
30. ↑  . 中华人民共和国自然资源部. 地质环境司（地质灾害应急管理办公室）. 2017-12-18  [2022-08-11]. （原始内容存档于2022-08-11） （中文（中国大陆））.
31. ↑  太极洞科学导游指南（2015年），第9页
32. ↑  太极洞科学导游指南（2015年），第14页
33. 1 2  华夏之旅 安徽（2007年），第130页
34. 1 2 3 4 5  安徽百科全书（1994年），第800页
35. ↑   [太极洞]. Anhui Provincial Tourism Administration.   [2022-12-29]. （原始内容存档于2016-03-04） （英语）.
36. 1 2  中华人民共和国地名大词典（2002年），第7684页
37. ↑  世界著名洞穴探秘（2017年），第151页
38. 1 2 3 4 5  500旅游热点自导手册（1996年），第260页
39. ↑  语文五年级（上册）（2006年），第119页
40. 1 2  中国名山大川辞典（1992年），第1108页
41. ↑  . 安徽省人民政府.   [2022-07-10]. （原始内容存档于2022-07-10） （中文（中国大陆））.
42. 1 2  毕启东. . 《中国大百科全书》第三版网络版. 中国大百科全书出版社.   [2024-06-09]. （原始内容存档于2024-06-09） （中文（中国大陆））.
43. 1 2  刘立. . 央视网 (安徽日报). 2008-09-23  [2022-08-07]. （原始内容存档于2022-08-07） （中文（中国大陆））.
44. ↑  何雪峰. . 中国水网 (新安晚报). 2008-07-15  [2022-08-07]. （原始内容存档于2022-08-07） （中文（中国大陆））.
45. ↑  郎荐辕. . 新华网. 2008-04-16  [2022-07-10]. （原始内容存档于2014-09-01） （中文（中国大陆））.
46. 1 2  张倩. . 中国水网 (新安晚报). 2008-01-15  [2022-08-07]. （原始内容存档于2022-08-07） （中文（中国大陆））.
47. ↑  宗境. . 中国高新技术产业导报 (北京市: 科学技术部). 2009-08-31 （中文（中国大陆））.
48. ↑  宇世明; 任启坤. . 安徽地质 (安徽省合肥市: 安徽省地质学会). 2018, 28 (01): 69–72. CN 34-1111/P. ISSN 1005-6157. CNKI AHDZ201801019 （中文（中国大陆））.
49. ↑  曹庆. . 凤凰网安徽. 2017-04-26  [2023-04-11]. （原始内容存档于2023-07-17） （中文（中国大陆））.